# Catoxyethira
Catoxyethira is een geslacht van schietmotten uit de familie Hydroptilidae.

## Soorten
Deze lijst van 56 stuks is mogelijk niet compleet.
- C. abongae FM Gibon, 1993
- C. apicospinosa A Wells & T Andersen, 1995
- C. badyi FM Gibon, 1991
- C. bilongae FM Gibon, 1993
- C. bombolensis A Wells & T Andersen, 1995
- C. botosaneanui W Guenda, 1997
- C. catichae FM Gibon & F Ranaivoharindriaka, 1995
- C. cavallyi FM Gibon, 1985
- C. ciliata A Wells & T Andersen, 1995
- C. crenulata A Wells & T Andersen, 1995
- C. crinita A Wells & T Andersen, 1995
- C. darrieti FM Gibon, 1993
- C. decampi FM Gibon & F Ranaivoharindriaka, 1995
- C. disymetrica FM Gibon, 1991
- C. djenebae W Guenda, 1997
- C. elongata A Wells & T Andersen, 1995
- C. elouardi FM Gibon, 1987
- C. fasciata Ulmer, 1912
- C. fonensis W Guenda, 1997
- C. fonkouae FM Gibon, 1993
- C. formosae (M Iwata, 1928)
- C. foumbani FM Gibon, 1993
- C. giboni A Wells & T Andersen, 1996
- C. gimouae FM Gibon, 1993
- C. giudicellii W Guenda, 1997
- C. graboensis FM Gibon, 1985
- C. hougardi FM Gibon, 1985
- C. iloui FM Gibon, 1993
- C. improcera B Statzner, 1977
- C. incompta A Wells & T Andersen, 1995
- C. kourinioni W Guenda, 1997
- C. lanceolata A Wells & T Andersen, 1995
- C. laurenceae FM Gibon, 1993
- C. lelouma FM Gibon, 1991
- C. leynarti FM Gibon, 1987
- C. lohoueae FM Gibon, 1993
- C. mali (G Marlier, 1978)
- C. mouensis FM Gibon, 1993
- C. namoronae FM Gibon & F Ranaivoharindriaka, 1995
- C. nzoi FM Gibon, 1985
- C. ocellata B Statzner, 1977
- C. ombeensis FM Gibon, 1993
- C. pinheyi DE Kimmins, 1958
- C. pougoueae FM Gibon, 1993
- C. prima W Mey, 2003
- C. razanamiadanae FM Gibon & F Ranaivoharindriaka, 1995
- C. robisoni FM Gibon & F Ranaivoharindriaka, 1995
- C. ruvuensis A Wells & T Andersen, 1995
- C. spinifera FM Gibon, 1985
- C. stolzei A Wells & T Andersen, 1996
- C. taiensis FM Gibon, 1985
- C. tonyeae FM Gibon, 1993
- C. vanandeli W Guenda, 1997
- C. vedonga J Olah, 1989
- C. veruta JC Morse, 1974
- C. wouafondayoae FM Gibon, 1993